# عبدالرزاق کاشانی
ابوالفضل عبدالرزاق کاشانی ملقب و مشهور به کمال الدین کاشانی در اواسط سده هفتم هجری در کاشان به دنیا آمد. ابتدا به آموختن علوم رایج روی آورد و شمار زیادی از این علوم را فرا گرفت اما بدان جهت که مقصود خود را بازنیافته بود در وادی حقیقت قدم نهاد و به پرورش روح و تزکیه نفس پرداخت و چندی نگذشت که جامع علوم ظاهری و باطنی شد. وی در سال ۷۳۶ق در نطنز درگذشت و سپس در خانقاه مرشدش نورالدین عبدالصمد اصفهانی نطنزی به خاک سپرده شد، و این خانقاه هنوز در نطنز باقی است.

## آثار او
عبدالرزاق کاشانی علاوه بر علوم باطنی در علوم ظاهری و عقلی مانند شرعیات (فقه و حدیث و تفسیر وعلوم مرتبط)، اصول فقه، کلام، معقولات (منطق وعلوم طبیعی) و علوم الهی (فلسفه) تبحر زیاد داشته‌است؛ و شارح آثار عرفانی از جمله شارح آثار و عقاید ابن عربی و مروج اصل وحدت وجود است. از آثار عمده او لطائف الاعلام، تاویلات القرآن، اصطلاحات الصوفیه، شرح فصوص الحکم محیی ابن عربی، و شرح منازل السائرین عبدالله انصاری است. از جمله رویدادهای علمی زندگانی عبدالرزاق کاشانی این است که میان وی با رکن الدوله علاءالدوله سمنانی (عارف و درگذشته ۷۳۶ق) که منتقد وحدت وجود بوده در این زمینه مکاتباتی شده‌است.

## مراتب علمی او
عبدالرزاق در نامه‌ای که به علاءالدوله سمنانی نوشته اطلاعاتی مختصر اما بسیار با ارزش دربارهٔ مراتب تعلم و علومی که آنها را فراگرفته بود به دست می‌دهد.

وی در این باره می‌گوید:
«و چون در اوایل جوانی از بحث و فضلیات و شرعیات فارغ شده بود و از آن بحثها و بحث اصول کلام هیچ تحقیقی نگشود تصور افتاد که بحث معقولات و علم الهی و آنچه بر آن موقوف بود مردم را به معرفت رساند و از این ترددها باز رهاند. مدتی در تحصیل آن علوم صرف شد و استحضار آن به جایی رسید که بهتر از آن صورت نبندد و چندان وحشت و اضطراب و احتجاب از آن پیدا شد که قرار نماند و معلوم گشت که معرفت مطلوب از طور عقل برتر است چه در آن علوم هرچند حکما از تشبیه به صور و اجرام خلاص یافته‌اند، در تشبیه به ارواح افتاده‌اند. تا وقتی که صحبت متصوفه و ارباب ریاضت و مجاهده اختیار افتاد و توفیق حق دستگیر شد…»
از این اشارات بر می‌آید که وی بر علوم رسمی و رایج روزگار خود احاطه پیدا کرد و ابتدا علوم ادبی را فرا گرفت سپس شرعیات یا علوم اسلامی را آموخت و از آن پس به کسب اصول فقه و اصول کلام پرداخت و سپس علوم عقلی را فرا گرفت اما هیچ‌یک از این علوم او را اقناع نکرد و وی به دنبال گمشده خود پای در طریقت گذاشت.
کمال الدین در این راه با عزالدین محمود هم درس و همراه شد و مانند او در شمار شاگردان نورالدین عبدالصمد نطنزی درآمد. بعد از درگذشت نورالدین صحبت مشایخ دیگری چون شمس الدین کیشی، نورالدین ابرقوهی، صدرالدین روزبهان ثانی، ظهیرالدین بزغش شیرازی و نورالدین عبدالرحمان اسفراینی را دریافت.
تمایلات شیعی کمال الدین عبدالرزاق که از آثارش پیداست موجب شده عده ای او را از بزرگان امامیه بدانند. در مقابل صاحب روضات الجنات معتقد است که تشیع وی خالی از نظر نیست زیرا در کلماتش مدح خلفا و تعظیم آنها دیده می‌شود.

## شخصیت عرفانی او
شخصیت عرفانی عبدالرزاق کاشانی در میان عارفان این دوره ویژگی خاصی دارد. وی به‌طور رسمی پرورش یافته مشرب عرفانی سهروردیه است زیرا نسبت و تربیت عرفانی او با چند واسطه به شهاب الدین و ابونجیب سهروردی می‌رسد. بر این اساس وی به ترویج تعالیم و میراث سهروردیه که از مشربهای با نفوذ سنت اول به‌شمار می‌آید، همت گمارد البته وی بیشتر به مبانی و تعالیم سنت دوم و مکتب ابن عربی و تبیین و ترویج مبانی و اصول آن گرایش نشان داد و در مقابل مخالفان محیی الدین به دفاع از آراء و مبانی فکری او پرداخت؛ که این موضوع می‌تواند از گرایش‌های شیعی او سرچشمه گرفته باشد زیرا مبانی سنت دوم در بستر تفکرات شیعی بیشتر مجال ظهور می‌یافت و علایق عارفانی را که با معتقدات شیعی آشنایی و سازگاری داشتند به خوبی برمی‌انگیخت. تألیفات ارزشمند و متنوع وی و همچنین مکاتبات او با علاء الدوله سمنانی در دفاع از دیدگاه‌های شیخ اکبر محیی الدین بن عربی به خوبی بیانگر دغدغه‌های فکری و اعتقادی اوست.